# Étienne-Michel Bulteel
Pour les articles homonymes, voir Bulteel.
Le chevalier Étienne-Michel Bulteel, seigneur de Nieppe, était un érudit. Il est né à Ypres en 1635.

## Biographie
Échevin d'Ypres, il s'illustra dans les lettres et dans la littérature grecque.
Sa bibliothèque est vendue à Anvers en 1658.

## Œuvres
- Historici profani, chronologici, antiquarii in omni genere
- Bultelii manuscripta hispanica (in-4°)
- Flandrica (in-8°)
- Gallica (in-8°)
- Brugensia (in-8°)